# Microregione di Aracaju
Aracaju è una microregione dello Stato del Sergipe in Brasile appartenente alla mesoregione del Leste Sergipano.

## Comuni
Comprende 4 comuni:
- Aracaju
- Barra dos Coqueiros
- Nossa Senhora do Socorro
- São Cristóvão